# Eve Beglarian
Eve Beglarian, née le 22 juillet 1958 à Ann Arbor, est une compositrice, interprète et productrice audio américaine contemporaine d'origine arménienne. Sa musique est souvent qualifiée de postminimaliste.

## Biographie
Sa musique de chambre, chorale et orchestrale a été commandée et largement interprétée par The Los Angeles Master Chorale, the Bang on a Can All-Stars, la Société de musique de chambre du centre Lincoln (en), California EAR Unit (en), l'Orchestre de l'église Saint-Luc, Relâche, The Paul Dresher Ensemble, Sequitur et The American Composers Orchestra, parmi d'autres. Elle a reçu le prix Robert Rauschenberg de la Fondation pour les arts contemporains (2015).
En 2022, elle crée le projet Vicksburg en collaboration avec  Mabou Mines et Karen Kandel qui vise à rendre visible dans cette ville l'histoire de la douleur raciale  à travers la vie de femmes et de personnes ayant un genre non conforme dans le Mississippi.
Eve Beglarian est ouvertement lesbienne.

## Discographie

### Albums
- Dépassement (1998)
- Dis aux oiseaux (2006)

### Collaborations
- Dream Cum Go Down - Eve Beglarian et Juliana Luecking (en) (1995)
- Danser sur place - Elizabeth Panzer (1999)
- Play Nice - Twisted Tutu (1999)
- Almost human (Beiser) - Maya Beiser (2007)

### Compilations
- Lesbian American Composers (1998)
- Emergency Music (1998)
- Messiah Remix (2004)
- To Have and to Hold (2007)
- 60x60 (en) (2004-2005) (2007)[6],[7]